# Réserve ornithologique de Vinnan og Velvangen
La réserve ornithologique de Vinnan og Velvangen  est une réserve ornithologique norvégienne située dans la commune de Stjørdal, comté de Trøndelag, créée en 2003 afin de "protéger la vie des oiseaux et ses habitats dans un lieu où la terre et les eaux souterraines sont importantes". En 2014, le site est enregistré dans la  liste des sites ramsar norvégiens grâce à son inclusion dans le système de zones humides du Trondheimsfjord,.
La zone comprend une bande d'environ 3 km de plage et d'estran, ainsi que des eaux souterraines jusqu'à 1 km de la rive. Les alentours sont principalement constituées de paysages agricoles. 134 espèces différentes ont été observées ici, et Vinge-Velvang est probablement la localité la plus importante du fjord pour l'eider à duvet, la macreuse brune et le harelde kawaki.